# Hyphessobrycon panamensis
Hyphessobrycon panamensis är en fiskart som beskrevs av Durbin, 1908. Hyphessobrycon panamensis ingår i släktet Hyphessobrycon och familjen Characidae. Inga underarter finns listade i Catalogue of Life.